# تپه بلوط کهنه
تپه بلوط کهنه مربوط به دوران‌های تاریخی پس از اسلام است و در شهرستان بانه، بخش مرکزی، روستای سبد لو واقع شده و این اثر در تاریخ ۲۷ مرداد ۱۳۸۲ با شمارهٔ ثبت ۹۶۵۸ به‌عنوان یکی از آثار ملی ایران به ثبت رسیده است.